# Kokeshi

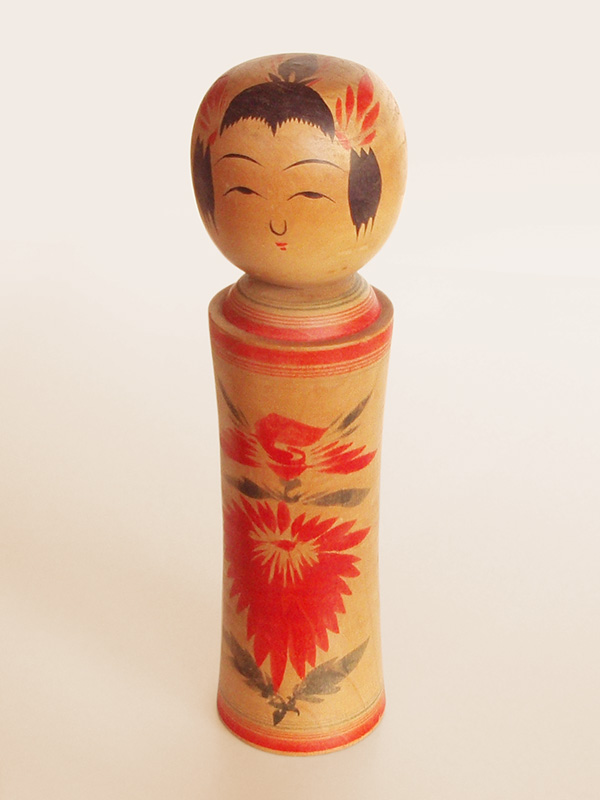
Kokeshi.

Les kokeshi (子消し) sont des poupées japonaises en bois originaires de la région du Tōhoku dans le nord de l'archipel.

## Histoire et étymologie
Les kokeshi ont été créées par les kiji-shi (artisans du bois) dans le nord de Honshū (la plus grande île du Japon), dans la région de Tōhoku, à la fin de l'ère Edo. Au début de leur création, ces poupées représentant des petites filles étaient de petits jouets pour les enfants, avant d'être vendus comme souvenirs pour les touristes. Leur production s'est alors diversifiée en termes de taille, de forme et de décoration.
Il existait par le passé plusieurs mots pour désigner les poupées japonaises, selon leur lieu de production (kogesu, kiboko, deko, etc.). À l'occasion d'une réunion d’artisans et de collectionneurs organisée en 1940, il a été décidé que le mot kokeshi (こけし), écrit en hiragana, servirait désormais de nom standard.

## Fabrication
Les kokeshi sont toutes constituées de deux parties : une tête et un corps généralement cylindrique, symbolisant le vœu et le désir d’avoir un enfant en bonne santé. Ces poupées sont offertes, dans la tradition japonaise, pour déclarer son amitié ou son amour à la personne qui la reçoit[réf. souhaitée].
Leur fabrication est artisanale : les kokeshi sont peintes et décorées puis recouvertes de laque. Elles sont fabriquées en bois (cerisier, poirier, cornus ou érable). Afin de pouvoir créer une poupée kokeshi, le bois doit être séché pendant un à cinq ans, pour qu'il soit apte à la sculpture[réf. souhaitée].
Elles sont fabriquées dans toute la région du Tōhoku, mais les trois principaux centres de production sont ceux de Naruko, situé à Ōsaki (préfecture de Miyagi), de Tōgatta, situé à Zaō (également préfecture de Miyagi), et de Tsuchiyu Onsen (en) (préfecture de Fukushima).
Il existe à ce jour douze styles de kokeshi traditionnelles : Hijiori, Kijiyama, Nakanosawa, Nanbu, Naruko, Sakunami, Tōgatta, Tsuchiyu, Tsugaru, Yajirō, Yamagata, et Zaō.

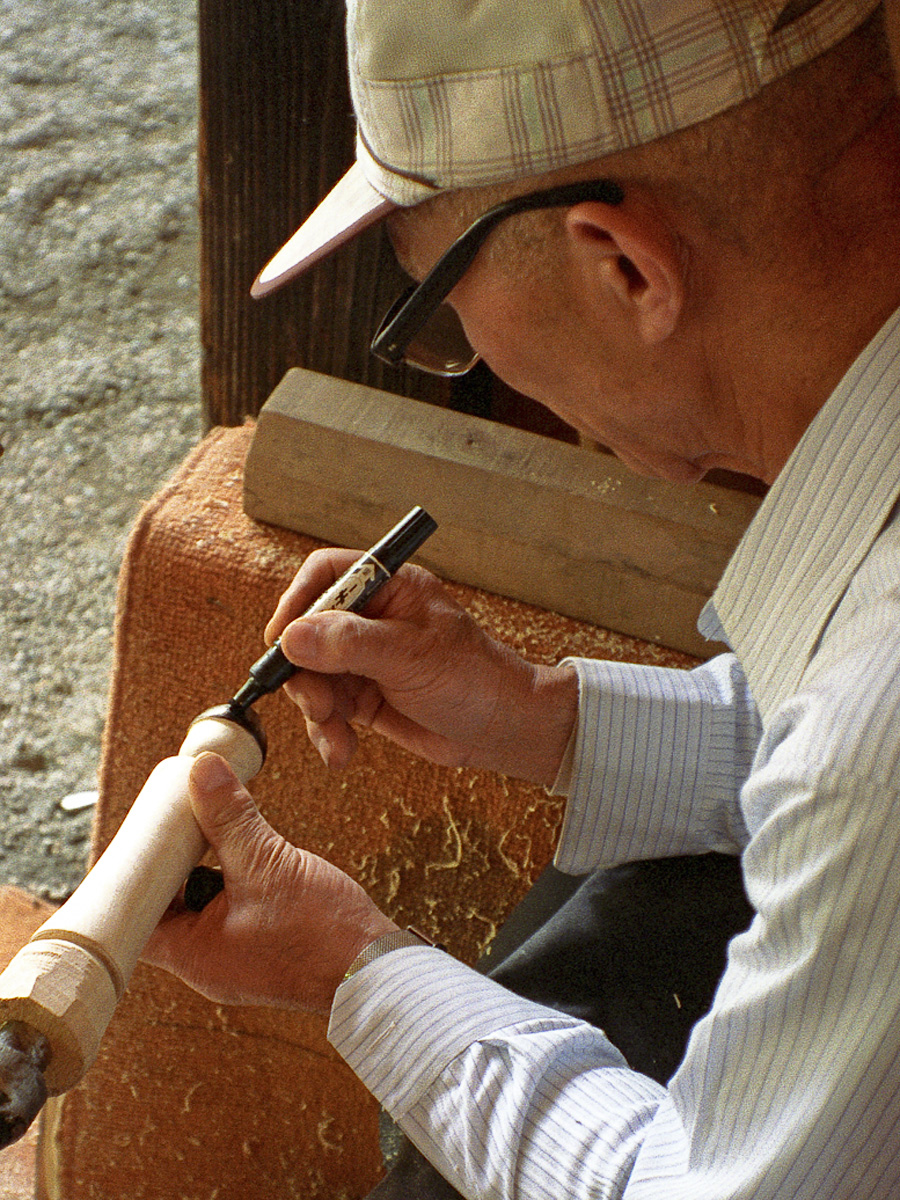
Artisan fabriquant une poupée kokeshi.
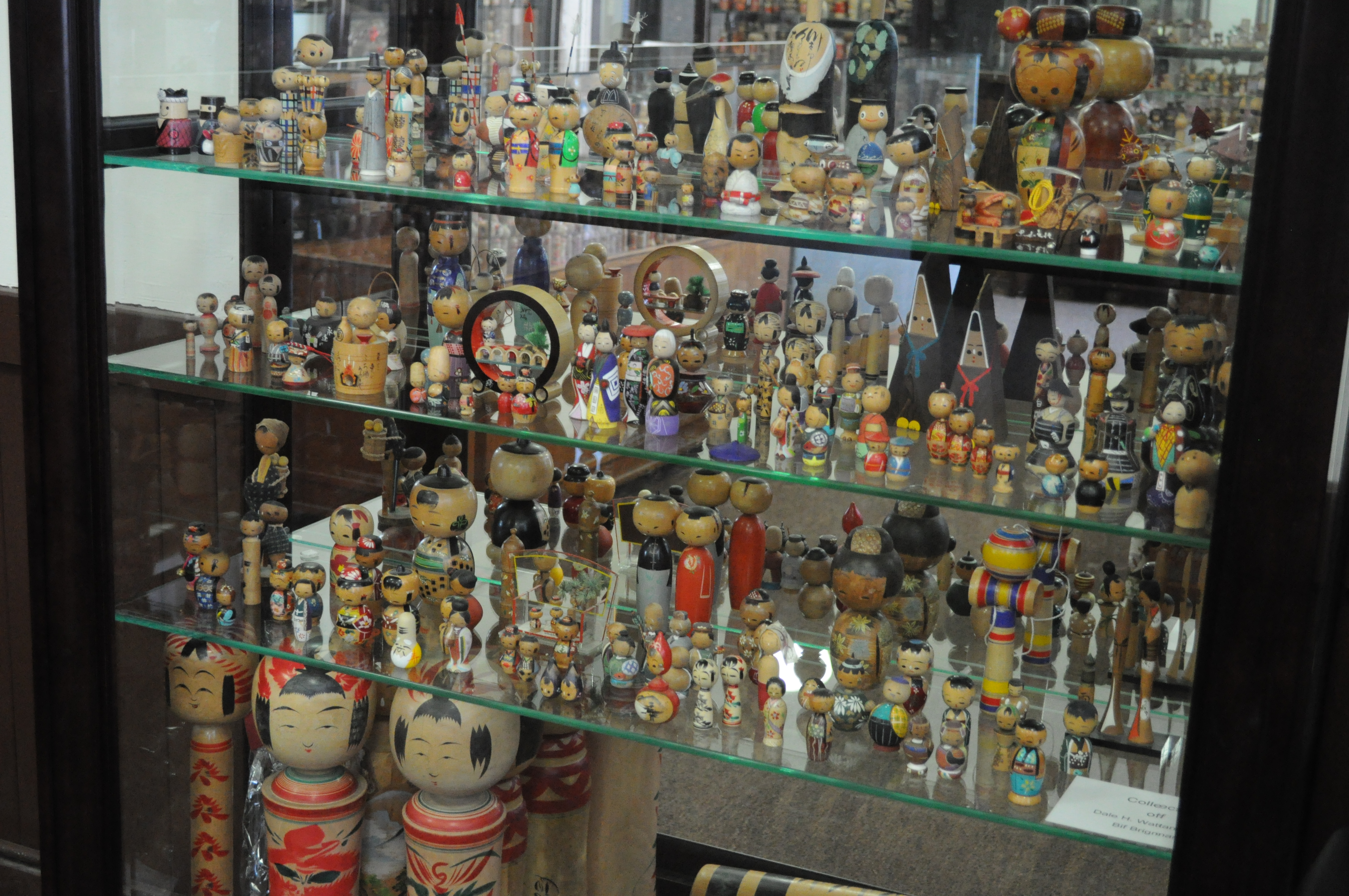
Différents types de kokeshi.
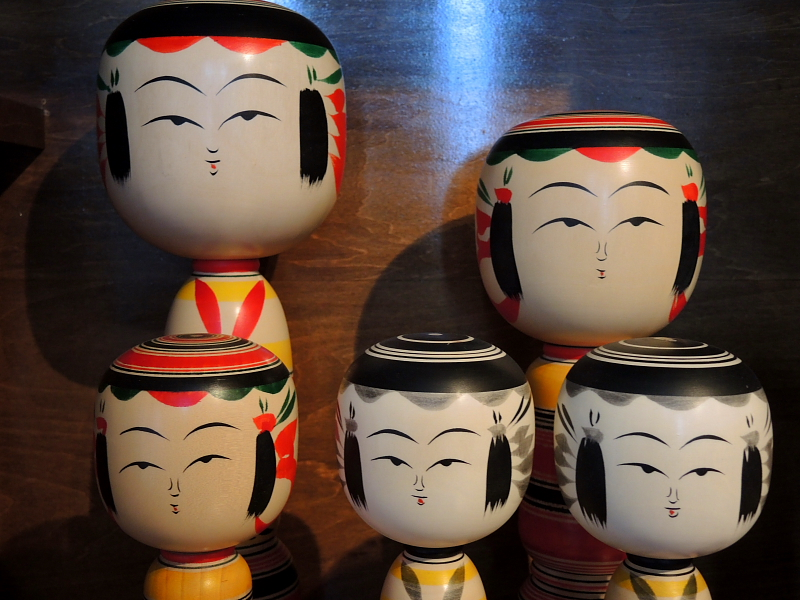
Kokeshi de type Yajirō.

## Adaptation

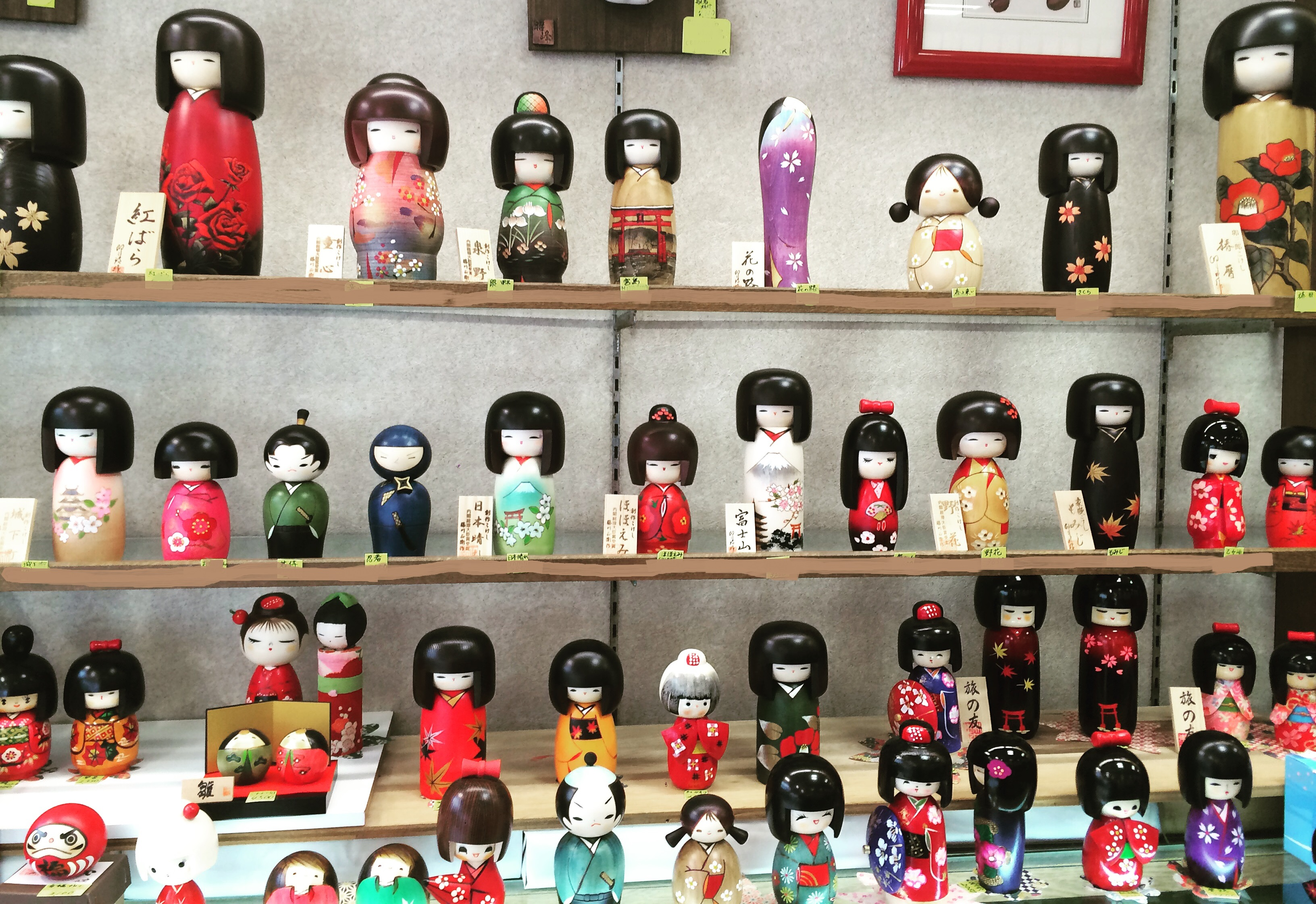
Kokeshi modernes.

Le célèbre développeur de jeux vidéo, Shigeru Miyamoto, a expliqué que les kokeshi lui ont inspiré la création des Mii, les personnages de la console de jeu Wii.